# Star Trek: Enterprise/Staffel 1
Mit der ersten Staffel begann in den Vereinigten Staaten von Amerika 2001 die Erstausstrahlung der später in Star Trek: Enterprise umbenannten Fernsehserie Enterprise durch den Fernsehsender UPN. Die Staffel besteht aus dem 90-minütigen Pilotfilm und 24, je 45-minütigen Episoden. Die Handlung spielt in den Jahren 2151 und 2152; die finale Episode ist ein Cliffhanger, der im 31. Jahrhundert endet. In Deutschland strahlte Sat.1 die Staffel 2003 erstmals aus, nachdem sie bereits 2002 auf VHS erschienen war. Sie ist mittlerweile auch auf DVD und Blu-ray erhältlich.

## Handlung
| Nr. (ges.) | Nr. (St.) | Deutscher Titel         | Originaltitel           | Erstausstrahlung USA | Deutschsprachige Erstausstrahlung (D) | Regie                 | Drehbuch                                                               |
| --- | --------- | ----------------------- | ----------------------- | -------------------- | ------------------------------------- | --------------------- | ---------------------------------------------------------------------- |
| 1/2 | 1/2       | Aufbruch ins Unbekannte | Broken Bow              | 26. Sep. 2001        | 15. März 2003                         | James L. Conway       | Rick Berman, Brannon Braga                                             |
| Als die Enterprise-Crew einen auf der Erde angeschossenen Klingonen zurück in dessen Heimatwelt bringen möchte, wird sie in Auseinandersetzungen mit den Suliban verwickelt, die sich im sogenannten „temporalen kalten Krieg“ befinden (→ Hauptartikel). |           |                         |                         |                      |                                       |                       |                                                                        |
| 3 | 3         | Freund oder Feind       | Fight or Flight         | 3. Okt. 2001         | 21. März 2003                         | Allan Kroeker         | Rick Berman, Brannon Braga                                             |
| Während Archer durch Reed die Zielausrichtungsscanner für die Torpedos kalibrieren lässt, entdeckt die Crew ein driftendes Raumschiff, das sie untersucht, indem sie sich an Bord begibt. Dort befinden sich 15 kopfüber an der Decke hängende Leichen der humanoiden Spezies Axanar. Nach T’Pols Hinweis, die Mörder der Toten könnten zurückkehren und auch der Enterprise gefährlich werden, lässt Archer die Enterprise wieder wegfliegen. Wegen seines schlechten Gewissens, die Ursache der Tode nicht aufgeklärt zu haben, lässt Archer aber alsbald wenden und Phlox eine Autopsie vornehmen. Dabei findet er heraus, dass den Körpern Triglomylin entzogen wird, einer Körperflüssigkeit ähnlich der Lymphflüssigkeit. Währenddessen erfüllt sich T’Pols Befürchtung und das Raumschiff der Mörder kehrt zurück; es schießt die Enterprise sodann flugunfähig und versucht sie in ihre Gewalt zu bringen. Ein weiteres, hinzugekommenes Raumschiff der Axanar zerstört schließlich das angreifende Schiff, nachdem sich Hoshi nach einigem Zögern dazu überwunden hat, die Axanar in deren ihr bislang fremder Sprache um Hilfe zu bitten. |           |                         |                         |                      |                                       |                       |                                                                        |
| 4 | 4         | Geistergeschichten      | Strange New World       | 10. Okt. 2001        | 28. März 2003                         | David Livingston      | Mike Sussman, Phyllis Strong; Idee: Rick Berman, Brannon Braga         |
| Ein Außenteam, darunter T'Pol und Tucker, ist zur Erkundung auf einem Planeten eingetroffen, als plötzlich ein schwerer Sturm aufzieht. Nachdem das Team in einer Höhle Schutz gefunden hat, zeigen sich zumindest bei Tucker Halluzinationserscheinungen, bei denen er geheimnisvolle Steinwesen sieht und T'Pol verdächtigt, mit diesen zu kollaborieren, weswegen er T'Pol zu töten beabsichtigt. Nachdem die Enterprise eines der Teammitglieder an Bord gebeamt hat, stirbt es an den Folgen der Infektion, die auch Tucker befallen hat. Basierend auf dieser Erkenntnis halten Archer und Sato, auch auf Vulkanisch mit T'Pol kommunizierend, Tucker so lange mit Erklärungsversuchen für deren Verhalten hin, bis T'Pol die Gelegenheit wahrnimmt, Tucker zu überwältigen. Nachdem den infizierten Teammitgliedern die unterdessen von Dr. Phlox bereitgestellte Medizin verabreicht wurde und der Sturm abgeflaut ist, verlässt das Außenteam die Höhle. |           |                         |                         |                      |                                       |                       |                                                                        |
| 5 | 5         | In guter Hoffnung       | Unexpected              | 17. Okt. 2001        | 4. Apr. 2003                          | Michael Vejar         | Rick Berman, Brannon Braga                                             |
| Als Ursache für mehrfach auftretende Systemausfälle auf der Enterprise stellt sich ein xyrillianisches Raumschiff heraus, das den Plasmaausstoß der Enterprise wegen seines eigenen defekten Antriebs nutzt und zu diesem Zweck im Warpschatten der Enterprise fliegt. An Bord des fremden Schiffes leistet Tucker entscheidende Reparaturhilfe; während seines dortigen Aufenthaltes lernt er eine xyrillianische Ingenieurin näher kennen. Zurückgekehrt auf die Enterprise, beginnen an Tuckers Arm Brustwarzen zu wachsen, woraufhin Dr. Phlox herausfindet, dass Tucker durch einen Körperkontakt mit der Xyrillianerin schwanger ist. Um dieses für Tucker unangenehme Problem zu beheben, spürt die Enterprise das xyrillianische Schiff nach kurzer Suche auf. Da dieses durch ein ebenfalls anwesendes Klingonenschiff zerstört zu werden droht, macht Archer die Klingonen auf die Hologramm-Technologie der Xyrillianer neugierig. Dadurch kann Tucker schließlich an Bord des xyrillianischen Schiffes gehen und die Schwangerschaft beenden lassen: Der Fötus wird transferiert. |           |                         |                         |                      |                                       |                       |                                                                        |
| 6 | 6         | Terra Nova              | Terra Nova              | 24. Okt. 2001        | 11. Apr. 2003                         | LeVar Burton          | Rick Berman, Brannon Braga                                             |
| Die Enterprise untersucht die alte menschliche Kolonie Terra Nova auf einem Planeten. Mit einer Fähre dort gelandet, findet die Crew ein völlig verlassenes Dorf vor. Beim Verfolgen einer unbekannten Person wird Reed durch Unbekannte in einem Tunnelsystem gefangen genommen; sie leben dort seit 70 Jahren. Dorthin begaben sie sich einst, als die Oberfläche verstrahlt wurde. Da die Novaner genannten Menschen die Crew als Bedrohung empfinden, halten sie Reed weiter gefangen. Die Crew ermittelt, dass damals ein Asteroideneinschlag einen radioaktiven Niederschlag verursachte, der sie zur Flucht unter die Erde zwang, und dass sie als Kinder zunächst immun gegen die Strahlung waren – im Gegensatz zu ihren Eltern, die umkamen. Da sie durch das nun mehr und mehr kontaminierte Grundwasser auch zu sterben drohen, möchte Archer sie auf die Erde umsiedeln, wogegen sich die Novaner aber sträuben. Nachdem Archer einen abgestürzten Novaner vor dem Ertrinken rettet, lassen sich die Novaner davon überzeugen, Reed freizugeben und selbst in die Höhlen eines anderen, nicht kontaminierten Kontinents des Planeten umzuziehen. |           |                         |                         |                      |                                       |                       |                                                                        |
| 7 | 7         | Doppeltes Spiel         | The Andorian Incident   | 31. Okt. 2001        | 2. Mai 2003                           | Roxann Dawson         | Fred Dekker; Idee: Rick Berman, Brannon Braga, Fred Dekker             |
| Zu Erkundungszwecken besucht die Enterprise einen Planeten, auf dem sich das vulkanische Kloster P’Jem befindet. Das Kloster wird jedoch durch Andorianer belagert, die die Vulkanier verdächtigen, ihren Planeten mit geheimer Technologie auszuspionieren. Als Archer, T'Pol und Tucker im Kloster eintreffen, werden sie durch Andorianer gefangen genommen und mit den Mönchen eingesperrt. Alsbald schmieden die drei einen Ausbruchsplan und setzen ihn mit Hilfe der Enterprise-Crew um, mit der sie unbemerkt von den Andorianern kommunizieren. Während des Ausbruchs entdecken sie sehr zu ihrer Überraschung schließlich eine riesige vulkanische Überwachungsanlage, womit sich der Verdacht der Andorianer bestätigt. Mit dieser Erkenntnis lassen die Andorianer die Crew frei, und Archer lässt die Andorianer unbehelligt abziehen. |           |                         |                         |                      |                                       |                       |                                                                        |
| 8 | 8         | Das Eis bricht          | Breaking the Ice        | 7. Nov. 2001         | 9. Mai 2003                           | Terry Windell         | Maria Jaquemetton, Andre Jaquemetton                                   |
| Die Enterprise untersucht einen über 80 km durchmessenden Kometen, um dort ein seltenes Mineral zu gewinnen. Alsbald nähert sich ein vulkanisches Raumschiff, dessen Captain, der die Menschen unter anderem als arrogant einschätzt, die Bemühungen der Enterprise überwacht. Reed und Mayweather untersuchen die vereiste Kometenoberfläche. Zugleich erlangt Tucker Kenntnis von T'Pols Problemen, ihre geplante arrangierte Ehe betreffend. Er versteht, dass sie lieber nicht heiraten würde, und berät sie entsprechend, aber sie fühlt sich verpflichtet, den vulkanischen Traditionen zu folgen. Nach der Sprengung eines Lochs in die Kometenoberfläche verletzt sich Mayweather am Bein. Dadurch schaffen es die beiden erst spät, auf dem unter der aufgehenden Sonne bröckelnden Eis ihre Fähre zu erreichen. Mit dieser stürzen sie beim Abheben in ein tiefes Loch. Da es Archer mit der Enterprise nicht schafft, die beiden zu retten, nimmt er die Hilfe der Vulkanier an, die Fähre mit dem Traktorstrahl von deren Schiff zu retten. Dies widerstrebte ihm zunächst wegen seines Misstrauens gegenüber den Vulkaniern. T'Pol nimmt Tuckers Ratschlag an und weigert sich zu heiraten. |           |                         |                         |                      |                                       |                       |                                                                        |
| 9 | 9         | Die Saat                | Civilization            | 15. Nov. 2001        | 16. Mai 2003                          | Michael Vejar         | Phyllis Strong, Mike Sussman                                           |
| Die Enterprise-Crew erkundet einen fremden Planeten, auf dem die scheinbar vorindustrielle Gesellschaft der Akali lebt, und versucht herauszufinden, wodurch Neutrino-Emissionen verursacht werden, die der Schiffscomputer auf der Oberfläche bemerkt hat. Dazu brechen Archer und Tucker in ein Geschäftsgebäude ein, in dem sich die Energiequelle befindet, die sich als Reaktor herausstellt. Dabei werden sie von einer einheimischen Frau überrascht, die gegen den Geschäftseigentümer wegen lokal gehäuft auftretender Vergiftungserscheinungen der Einwohner ermittelt. Zusammen ermitteln sie, dass der Eigentümer, der einer anderen Spezies angehört, unter dem Gebäude Waffenmaterial herstellen lässt und dieses mittels Raumschiffen abtransportieren lässt. Weil sich der Eigentümer durch die Crew gestört fühlt, lässt er Archer und die Frau auf dem Planeten verfolgen und die Enterprise im Orbit beschießen. Die Enterprise-Crew schafft es aber, den Reaktor aus dem Gebäude zu beamen und zu zerstören sowie das fremde Schiff kampfunfähig zu machen. Die Erkrankungsgefahr für die Akali kann somit gebannt werden. |           |                         |                         |                      |                                       |                       |                                                                        |
| 10 | 10        | Familienbande           | Fortunate Son           | 21. Nov. 2001        | 23. Mai 2003                          | LeVar Burton          | James Duff                                                             |
| Das mit menschlicher Besatzung reisende, aber nicht zur Sternenflotte gehörende Frachtraumschiff Fortunate wird von nausicaanischen Piraten angegriffen. Dabei wird der Captain schwer verletzt und ein Nausicaaner durch den 1. Offizier Ryan gefangen genommen. Ryan verhört den Gefangenen, um die anderen Nausicaaner aufzuspüren, die er vernichten will. Die Enterprise erhält vom Sternenflottenkommando den Auftrag, der Fortunate bei den Reparaturen zu helfen. Bei dem Schiff angekommen, erfährt Mayweather von Ryan, dass dessen Eltern einst durch Nausicaaner getötet wurden. Da Ryan gegenüber Archer nicht erklären möchte, warum er den Nausicaaner gefangen hält, überlistet er die Enterprise-Crew und flieht mit der Fortunate in Richtung des Standortes anderer nausicaanischer Schiffe, um diese anzugreifen. Dies versucht Archer aus moralischen Gründen zu verhindern, indem er das Schiff verfolgen lässt. Einer möglichen Zerstörung der Fortunate durch die sich verteidigenden Nausicaaner zuvor gekommen, möchte Archer die Beziehungen zu den Nausicaanern verbessern. Dazu lässt er Mayweather den rachsüchtigen Ryan davon überzeugen, aufzugeben. |           |                         |                         |                      |                                       |                       |                                                                        |
| 11 | 11        | Kalter Krieg            | Cold Front              | 28. Nov. 2001        | 30. Mai 2003                          | Robert Duncan McNeill | Stephen Beck, Tim Finch                                                |
| Die Enterprise weilt, ebenso wie ein Raumschiff mit Pilgern an Bord, in der Nähe eines Sternentstehungsgebietes, um dort der Geburt eines Sterns beizuwohnen. Während einige der Pilger auf Einladung von Archer die Enterprise besichtigen, platziert einer davon unentdeckt etwas im Maschinenraum. Wenig später durchfliegt die Enterprise auf dem Weg zu dem Protostern einen Plasmasturm, der zu einer Antimaterie-Kaskade am Schiffsantrieb führt, die jedoch aus zunächst unerfindlichem Grunde endet, bevor sie das Schiff zerstört hätte. Kurz darauf enthüllt Archers Diener Daniels, dass er ein Zeitreisender aus einer 900 Jahre entfernten Zukunft ist und dass die Kaskade nur wegen des Eingriffs von Silik, einem Suliban, gestoppt worden sei. Es herrsche ein „Temporaler Kalter Krieg“ und er müsse Silik verhaften. Alsbald erscheint Silik in Archers Quartier und versichert diesem, dass Daniels ein Lügner sei. Nachdem Silik Archer betäubt hat, erschießt er Daniels. Archer verfolgt Silik daraufhin bis in den Fährenhangar, wo er ihm aber entwischt und in ein nahendes Suliban-Raumschiff flieht. |           |                         |                         |                      |                                       |                       |                                                                        |
| 12 | 12        | Lautloser Feind         | Silent Enemy            | 16. Jan. 2002        | 6. Juni 2003                          | Winrich Kolbe         | André Bormanis                                                         |
| Mehrfach hat die Enterprise Kontakt mit einem fremden Raumschiff, dessen Besatzung sich aber jeglicher Kommunikation verweigert. Nachdem es die Enterprise beschossen hat und anschließend geflohen ist, beschließt Archer, mit der Enterprise zur Erde zu fliegen, um dort die neuen Phaserkanonen installieren zu lassen. Ehrgeizig machen sich Tucker und Reed daran, die Waffen schon während des Fluges zu installieren. Dies zahlt sich aus, als sie die Waffen nach einem zunächst unplanmäßig verlaufenen Test einsetzen können, um das erneut aufgetauchte fremde Schiff kampfunfähig zu schießen und damit in die Flucht zu schlagen. Unterdessen hat Archer Sato damit beauftragt, zu Reeds Geburtstag dessen Lieblingsessen zu ermitteln. So können sie Reed sehr zu dessen Freude schließlich mit einem Ananaskuchen überraschen. |           |                         |                         |                      |                                       |                       |                                                                        |
| 13 | 13        | Lieber Doktor           | Dear Doctor             | 23. Jan. 2002        | 13. Juni 2003                         | James A. Contner      | Maria Jaquemetton, Andre Jaquemetton                                   |
| Dr. Phlox diktiert einen Brief an einen befreundeten Arzt. Darin hält er auch seine gegenwärtigen beruflichen und privaten Eindrücke fest. Zu letzteren gehören die Annäherungsversuche seiner menschlichen Kollegin Cutler. Als die Enterprise zwei verletzte Walakianer aus einem driftenden Raumschiff an Bord nimmt, stellt sich heraus, dass die gegenwärtig 50 Millionen Individuen umfassende Spezies wegen einer Epidemie in den nächsten Jahren auszusterben droht. Die Krankheit ist, wie Phlox herausfindet, genetisch bedingt und betrifft im Gegensatz zu den Walakianern nicht die Wenk, die auf demselben Planeten leben und die gegen den Krankheitserreger resistent sind. Phlox rät Archer davon ab, das von ihm mittlerweile entwickelte Heilmittel einzusetzen. Er begründet das damit, dass sie sich dann auch in die Evolution der Wenk, die von der Krankheit der Walakianer profitieren, einmischen würden. Archer entscheidet schließlich entsprechend Phlox’ Meinung, da er nicht Gott spielen wolle. Dafür überlässt er den Walakianern aber ein Medikament, das die Symptome für etwa 10 Jahre lindert. |           |                         |                         |                      |                                       |                       |                                                                        |
| 14 | 14        | Schlafende Hunde        | Sleeping Dogs           | 30. Jan. 2002        | 20. Juni 2003                         | Les Landau            | Fred Dekker                                                            |
| Um einem havarierten Raumschiff zu helfen, das in der Atmosphäre eines Gasplaneten festsitzt, fliegt ein aus T'Pol, Reed und Sato bestehendes Außenteam mit einer Fähre zu dem Schiff, das sie als klingonisch identifizieren. Dessen Besatzung finden sie bewusstlos vor, aber eine Klingonin überrumpelt sie und flieht mit der Fähre, die aber alsbald von der Enterprise aufgegriffen wird. Das klingonische Schiff droht zerstört zu werden, weil es immer weiter in die Atmosphäre sinkt. Um den Antrieb zu reaktivieren und sich so zu retten, versuchen die drei zunächst erfolglos, den defekten Fusionsreaktor zu reparieren. An Bord der Enterprise sträubt sich die Klingonin zunächst dagegen, bei der Reparatur ihres Schiffes zu helfen. Phlox ermittelt, dass die klingonische Crew durch Bier erkrankt ist, das sie bei ihrem letzten Raubzug erbeutet hat. Schließlich überzeugt Archer, nachdem er Aufzeichnungen über die klingonische Kultur studiert hat, die Frau davon, bei der Bergung ihres Schiffes zu helfen. Nachdem das Schiff die Atmosphäre wieder verlassen hat und seine Crew wieder bei Bewusstsein ist, scheitert sein Captain darin, die Enterprise anzugreifen. |           |                         |                         |                      |                                       |                       |                                                                        |
| 15 | 15        | Im Schatten von P’Jem   | Shadows of P’Jem        | 6. Feb. 2002         | 27. Juni 2003                         | Michael Vejar         | Mike Sussman, Phyllis Strong; Idee: Rick Berman, Brannon Braga         |
| Weil die Vulkanier Archer zu starke Einflussnahme bei seiner Intervention im vulkanischen Kloster P’Jem vorwerfen, wollen sie T'Pol dauerhaft versetzen. Entgegen Archers Ansicht akzeptiert T'Pol ihre Versetzung widerspruchslos. Um sie doch noch umzustimmen, nimmt Archer sie mit auf eine Außenmission auf dem Planeten Koridan, dessen Regierungschefin zu dem Besuch eingeladen hat. Bei ihrer Ankunft werden die beiden jedoch durch eine radikale koridanische Gruppe verhaftet und eingesperrt, weil diese in den beiden ihre Feinde und zugleich Sympathisanten der vulkanisch unterstützten Regierung sieht. Während Archer und T'Pol erfolglos zu fliehen versuchen, fordert der vulkanische Captain Sopek vom stellvertretenden Enterprise-Captain Tucker, die umgehende Rettung der beiden Gefangenen anzuführen. Dem widersetzt sich Tucker mit der Begründung, die Gefangenen dabei zu gefährden, und möchte sie zusammen mit Reed heimlich selbst befreien. Dabei erhalten Reed und Tucker unverhoffte Hilfe von zwei Andorianern, die Archer für die Entdeckung des Lauschpostens unter P’Jem noch einen Gefallen schuldig sind. Bei der Befreiung stoßen plötzlich Sopek und Gefolgschaft hinzu, die durch ihr auffälliges Vorgehen die Aufmerksamkeit der Wachen auf sich ziehen. Beim Versuch, Sopek zu schützen, wird T'Pol verletzt. Archers anschließender Versuch, Sopek wegen T'Pols Loyalität dazu zu bewegen, sich gegen T'Pols Versetzung auszusprechen, scheint erfolgreich. |           |                         |                         |                      |                                       |                       |                                                                        |
| 16 | 16        | Allein                  | Shuttlepod One          | 13. Feb. 2002        | 4. Juli 2003                          | David Livingston      | Rick Berman, Brannon Braga                                             |
| Beim Andocken eines tessianischen Raumschiffes an die Enterprise kommt es zu einem Unfall, bei dem beide Schiffe miteinander kollidieren. Die zuvor zwecks Vermessungsarbeiten mit einer Raumfähre aufgebrochenen Reed und Tucker wollen wegen defekter Sensoren vorzeitig zum Treffpunkt mit der Enterprise zurückkehren und entdecken dabei Raumschifftrümmer, die sie glauben lassen, die Enterprise sei zerstört und ihre Besatzung tot. Sie schlagen deshalb mit der Fähre, die über keinen funktionierenden Warp-Antrieb verfügt, einen Kurs ein, auf dem sie sich Rettung erhoffen. Dabei bereitet sich Reed, sehr zu Tuckers Unmut, mit Abschiedsbriefen auf seinen baldigen Tod vor. Trotzdem werden die beiden Freunde. Als sie zu erfrieren und zu ersticken drohen, sprengen sie den Antrieb von der Fähre ab, um mit der Explosion auf sich aufmerksam zu machen. Dadurch werden sie schließlich von der Enterprise gerettet. |           |                         |                         |                      |                                       |                       |                                                                        |
| 17 | 17        | Verschmelzung           | Fusion                  | 27. Feb. 2002        | 2. Aug. 2003                          | Rob Hedden            | Phyllis Strong, Mike Sussman; Idee: Rick Berman, Brannon Braga         |
| Die Enterprise-Crew leistet der Besatzung eines vulkanischen Raumschiffs Reparaturhilfe. Die Vulkanier lassen entgegen den Traditionen ihrer Spezies Gefühle auf Kosten der Logik zu; T'Pol zweifelt an dem Sinn einer solchen Lebensweise. Der Vulkanier Tolaris überzeugt T'Pol davon, zu Gunsten des Träumens auf ihre alltägliche Meditation zu verzichten. So kommt es, dass sie intensiv träumt, unter anderem vom gemeinsamen Liebesakt mit Tolaris. Damit T'Pol sich gegenüber Tolaris an ihre Träume erinnert, lässt sie eine Gedankenverschmelzung mit ihm zu. Als er sie darin zur Akzeptanz ihrer unterdrückten Emotionen zwingen möchte, bricht sie die Verschmelzung vorzeitig ab; daraufhin erkrankt sie. Als es Archer auf die Bitte des Sternenflottenkommandanten hin nicht schafft, den Vulkanier Coff zu einem Gespräch mit dessen sterbendem Vater zu bewegen, bittet er Tucker um Hilfe, der daraufhin erfolgreich an Coffs Reuegefühl appelliert. Da Archer in Tolaris’ Verhalten gegenüber T'Pol eine Bedrohung sieht, provoziert er ihn zu einem Gewaltausbruch. Dies nimmt Archer zum Anlass, die Vulkanier fortzuschicken. |           |                         |                         |                      |                                       |                       |                                                                        |
| 18 | 18        | Gesetze der Jagd        | Rogue Planet            | 20. März 2002        | 8. Aug. 2003                          | Allan Kroeker         | Chris Black; Idee: Rick Berman, Brannon Braga, Chris Black             |
| Führungsoffiziere der Enterprise-Crew begeben sich auf einen zufällig entdeckten Planeten, auf dem sie zuvor ein unbekanntes Raumschiff geortet haben. Obwohl der Planet keinen Stern umkreist und seine Oberfläche dadurch völlig dunkel ist, besitzt er eine üppige Vegetation. Diese nutzen einige Vertreter der Spezies Eska, wie sie der Crew gegenüber vorgeben, zur Jagd auf wilde, schweinähnliche Tiere. Als sich die Offiziere aus Neugier an der Jagd beteiligen, erscheint Archer, sehr zum Unglauben seiner Kollegen, mehrfach eine junge Frau, die ihn um Hilfe bittet. Er identifiziert sie später als eine Erinnerung aus seiner Kindheit. Daraufhin geben die Eska gegenüber der Crew zu, dass es sich bei den Tieren und der Frau um phantomähnliche Gestaltwandler handelt, die sie aus Rache an von den Wesen einst getöteten eskanischen Artgenossen jagen, und dass sie zum Aufspüren der Wesen modifizierte Scanner benutzen. Da Archer die Wesen deshalb im Nachteil sieht, lässt er die Frau ein Tarnmittel an ihre Artgenossen verteilen, wodurch die Eska keinen Jagderfolg mehr haben. |           |                         |                         |                      |                                       |                       |                                                                        |
| 19 | 19        | Raumpiraten             | Acquisition             | 27. März 2002        | 9. Aug. 2003                          | James Whitmore Jr.    | Maria Jaquemetton, Andre Jaquemetton; Idee: Rick Berman, Brannon Braga |
| Einige großohrige, raffgierige Außerirdische entern die Enterprise, um Waffen, Mobiliar und Computertechnik zu plündern und die Frauen zu entführen, die sie versklaven möchten. Zuvor haben sie die Besatzung betäubt – mit Ausnahme Tuckers, der sich in der Dekontaminationskammer befand. Die Aliens wecken Archer auf, um von ihm den Standort des erhofften Tresors zu erfragen. Nachdem Tucker T'Pol aufwecken konnte, arbeiten die beiden kooperativ mit Archer daran, sich der überaus profitgierigen und in Frauen vernarrten Aliens zu entledigen, und säen dazu auch Zwietracht unter ihnen. Schließlich gelingt es ihnen, drei der vier Räuber festzunehmen und sie das Diebesgut zurück auf die Enterprise tragen zu lassen. Den vierten, gegenüber seinen Artgenossen bislang unterwürfigen, Dieb kann Archer dazu überzeugen, mehr Eigeninitiative zu zeigen. Dadurch übernimmt dieser schließlich beim Wegflug das Kommando über ihr Raumschiff. |           |                         |                         |                      |                                       |                       |                                                                        |
| 20 | 20        | Schiff der Geister      | Oasis                   | 3. Apr. 2002         | 15. Aug. 2003                         | Jim Charleston        | Rick Berman, Brannon Braga, Stephen Black                              |
| Die Enterprise-Crew geht dem Hinweis eines Händlers nach, wonach sich auf einem Planeten ein abgestürztes Raumschiff befindet, das nützliche Rohstoffe beherbergen soll. Bei dem offensichtlich notgelandeten Raumschiff eingetroffen, begegnet ein Außenteam bald einigen Humanoiden. Sie behaupten, als einstige Kolonisten mit ihrem Schiff vor drei Jahren angegriffen worden und hier abgestürzt zu sein. Das Angebot Archers, ihnen bei der Reparatur ihres Antriebes zu helfen, nehmen sie dankend an. Während Tucker viel Zeit mit Leanna verbringt, der Tochter des Ingenieurs, findet Reed heraus, dass die Kolonisten in Wahrheit schon vor 22 Jahren abgestürzt sein müssen und dafür kein Angriff, sondern eine Fehlfunktion verantwortlich sein müsse. Leanna wird durch ihren Vater gezwungen, nichts über ihr Geheimnis preiszugeben. Als das Außenteam den Kolonisten zu neugierig wird, sperren sie T'Pol ein und zwingen Tucker zur Reparatur von Speicherrelais. Tucker kann Leanna aber überzeugen, die Situation aufzuklären. Dazu entfernt sie ein Speicherrelais und alle Kolonisten mit Ausnahme Leannas und ihres Vaters verschwinden – sie waren lediglich Hologramme, die der Ingenieur nach dem von ihm mitverursachten Absturz ihres Schiffes erschuf, um Leanna in Gesellschaft aufwachsen zu lassen. Der Vater weigert sich schließlich, den Planeten zu verlassen, da er ihn mittlerweile als Zuhause lieb gewonnen hat. |           |                         |                         |                      |                                       |                       |                                                                        |
| 21 | 21        | In sicherem Gewahrsam   | Detained                | 24. Apr. 2002        | 16. Aug. 2003                         | David Livingston      | Mike Sussman, Phyllis Strong; Idee: Rick Berman, Brannon Braga         |
| Archer und Mayweather finden sich, nachdem ihre Fähre abgeschossen wurde, zu ihrer Verwunderung in einem Gefängnisgebäude auf dem Planeten Tendar Prime wieder. Dort werden sie durch die Tendaraner als Feinde angeklagt und Archer durch den Gefängnischef über die Suliban, die Kabale und den temporalen kalten Krieg ausgefragt. Sie sind zusammen mit mehreren Dutzend Suliban inhaftiert, die durch die Tendaraner sowohl vor der Kabale beschützt werden als auch als Risiko für eine mögliche Kollaboration mit der Kabale betrachtet werden. Archer und Mayweather versuchen alsbald, die Suliban von einer gemeinsamen Flucht zu überzeugen, und sind dabei mit Vorurteilen der Suliban konfrontiert, mit den Tendaranern zu kollaborieren. In Vorbereitung des Ausbruchs erhält Archer einen Kommunikator von der Enterprise. Als die Tendaraner den entdecken, kommt Archer in Einzelhaft. Unterstützt durch Reed, den Phlox chirurgisch in einen Suliban verwandelt hat, und den mit einer Fähre entgegenkommenden Tucker gelingt den Gefangenen schließlich die Flucht aus dem Lager. |           |                         |                         |                      |                                       |                       |                                                                        |
| 22 | 22        | Vox Sola                | Vox Sola                | 1. Mai 2002          | 22. Aug. 2003                         | Roxann Dawson         | Fred Dekker; Idee: Rick Berman, Brannon Braga, Fred Dekker             |
| Verärgert verlassen einige Kretasaner die Enterprise. Als sie mit ihrem Schiff ablegen, gelangt eine formwandelnde Kreatur in die Enterprise. Nachdem das Wesen für einige merkwürdige technische Probleme am Schiff gesorgt hat, wird es von zwei Crewmitgliedern im Frachtraum entdeckt, die es dort in ein schleimiges Spinnennetz einwebt. Das Gleiche geschieht mit Archer, Tucker und einem Kollegen, als diese den Eingeschlossenen zu Hilfe eilen. Ein Versuch, die Gefangenen durch Beschuss mit EM-Strahlen zu befreien, scheitert und führt dazu, dass das Wesen die fünf Menschen zunehmend assimiliert, indem es mit ihnen eine Symbiose eingeht. Schnell fällt der Verdacht für die Herkunft des Wesens auf die Kretasaner, die die Crew alsbald aufzuspüren beginnt. Ihre Sprache zu verstehen, gestaltet sich für Sato zunächst außerordentlich schwierig, später jedoch erfolgreich. So kann Mayweather von den Kretasanern, nachdem er das gemeinsame Kommunikationsproblem gelöst hat, Auskunft über den Herkunftsplaneten des Wesens erhalten. Als die Gefangenen nahezu vollständig assimiliert sind und zu sterben drohen, können Sato und T'Pol das Wesen zur Freigabe der Gefangenen bewegen, nachdem sie einen Weg zur Kommunikation gefunden haben und ihm versprochen haben, es an den von ihm genannten Koordinaten auf dem Planeten freizulassen. Schließlich setzt die Crew das Wesen auf dem Planeten ab. |           |                         |                         |                      |                                       |                       |                                                                        |
| 23 | 23        | Gefallene Heldin        | Fallen Hero             | 8. Mai 2002          | 23. Aug. 2003                         | Patrick R. Norris     | Alan Cross; Idee: Rick Berman, Brannon Braga, Chris Black              |
| Im Rahmen einer Hilfsleistung für die vulkanische Regierung beauftragt die Sternenflottenführung Archer damit, die vulkanische Botschafterin V'lar vom Planeten Masar abzuholen und zu dem vulkanischen Schiff Sheran zu bringen. Nachdem V'lar an Bord der Enterprise gekommen ist, fordern alsbald einige Masariten mit Waffengewalt, ihnen V'lar auszuliefern, die sie des Amtsmissbrauches und der Kriminalität beschuldigen. Daraufhin lässt Archer das masaritische Schiff manövrierunfähig schießen. Da Archer seine eigene Crew in Gefahr sieht, V'lar aber zugleich nicht enthüllen will, inwieweit die Anschuldigungen zutreffen, lässt Archer die Enterprise in Richtung Masar wenden. Nach einem Gespräch mit V'lar kann T'Pol, die V'lar von früher kennt und als unschuldig einschätzt, Archer aber davon überzeugen, V'lar nicht den Masariten auszuliefern. Erst als die Enterprise von drei masaritischen Schiffen, vor denen sie mit maximaler Warpgeschwindigkeit flieht, eingeholt zu werden droht, gibt V'lar gegenüber Archer preis, dass es sich bei diesen Masariten um eine kriminelle Splitterorganisation handelt, die die masaritische Regierung infiltriert hat, die deshalb V'lar um Hilfe gebeten hat. Schließlich kann Archer genügend Zeit schinden und V'lar vor dem Zugriff der kriminellen Masariten bewahren, bis das überlegene Schiff Sheran zu Hilfe gekommen ist. |           |                         |                         |                      |                                       |                       |                                                                        |
| 24 | 24        | Durch die Wüste         | Desert Crossing         | 8. Mai 2002          | 30. Aug. 2003                         | David Straiton        | André Bormanis; Idee: Rick Berman, Brannon Braga, André Bormanis       |
| Archer und Tucker sind von Sobral, einem Bewohner des Wüstenplaneten Zygnia, zum Dank für geleistete Reparaturhilfe an seinem Raumschiff zum Essen eingeladen. Als Sobrals Siedlung aber durch das Militär von Trelet, seinem politischen Feind, angegriffen wird, enthüllt Sobral den wahren Grund für die Einladung, indem er Archer um Waffenhilfe bittet. Da es wegen wiederholten Bombardements nicht möglich ist, mit der Fähre zur Enterprise zurückzufliegen, schlagen sich Archer und Tucker durch die überaus heiße Wüste und drohen dabei zu verdursten. T'Pol bittet Trelet von der Enterprise aus zunächst erfolglos darum, die beiden retten zu dürfen. Als Sobral aber Schutz suchend auf die Enterprise kommt, kann ihn T'Pol von seiner Mitverantwortung für ihr Schicksal überzeugen. Daraufhin hilft Sobral beim Überwinden des planetaren Verteidigungssystems und bei der Rettung. |           |                         |                         |                      |                                       |                       |                                                                        |
| 25 | 25        | Zwei Tage auf Risa      | Two Days and Two Nights | 15. Mai 2002         | 31. Aug. 2003                         | Michael Dorn          | Rick Berman, Brannon Braga                                             |
| Ein Teil der Crew verbringt zur Erholung zwei Tage und zwei Nächte auf dem Urlaubsplaneten Risa. Tucker und Reed lassen sich dabei durch zwei scheinbar sehr menschenähnliche Frauen verführen, die sich später aber als formwandelnde Räuber erweisen, sie fesseln und ihre Kleider stehlen. Sato verbringt eine Nacht mit einem Außerirdischen. Nachdem sich Mayweather beim Klettern verletzt hat, wecken T'Pol und Cutler Phlox aus dessen medikamentös hergestelltem Winterschlaf auf; er ist deshalb bei Mayweathers Behandlung noch desorientiert. Unterdessen lernt Archer eine Frau näher kennen, deren Eltern angeblich durch die Suliban getötet wurden. Als sie immer mehr Fragen über die Suliban und die Kabale stellt, enttarnt er sie als tendaranische Spionin; sie flieht daraufhin. Schließlich kehren die Crewmitglieder zur Enterprise zurück, wobei sie ihre jeweiligen Erlebnisse verschweigen. |           |                         |                         |                      |                                       |                       |                                                                        |
| 26 | 26        | Die Schockwelle (1)     | Shockwave (1)           | 22. Mai 2002         | 5. Sep. 2003                          | Allan Kroeker         | Rick Berman, Brannon Braga                                             |
| Eine Fähre der Enterprise ist unterwegs zur Oberfläche eines von den Paraganern besiedelten Planeten, als Schiff und Planet plötzlich von einer gewaltigen, feurigen Schockwelle getroffen werden, durch die alle 3600 Siedler vernichtet werden. Es hat den Anschein, dass ein technisches Problem an der Fähre für das Unglück verantwortlich war. Daraufhin beschließt das Sternenflottenkommando, unter dem Druck der Vulkanier, dass die Menschheit noch nicht reif genug für die Raumfahrt sei und dass deshalb die Mission der Enterprise abgebrochen werden soll. Während das Schiff zur Erde zurückfliegt, wird Archer für zwei Stunden in das San Francisco der Vergangenheit versetzt und dabei durch den tot geglaubten Daniels darüber informiert, dass die Suliban für die Schockwelle verantwortlich sind, weil sie die Mission der Enterprise zu verhindern versuchen. Zurück auf der Enterprise und ausgestattet mit den von Daniels erhaltenen Informationen, lässt Archer das Schiff zum Planeten der Paraganer wenden, um den Unfall näher zu untersuchen. Dort eingetroffen, leitet er ein Außenteam, das aus einem zuvor von der Enterprise-Crew enttarnten Suliban-Raumschiff Informationen stiehlt. Diese beweisen, dass die Suliban die Schockwelle verursacht haben, indem sie die Enterprise-Fähre sabotierten. Die Suliban nähern sich und zwingen Archer dazu, sich an Bord eines ihrer Schiffe zu begeben. Dorthin unterwegs, verschwindet Archer plötzlich und die zahlreichen Suliban-Schiffe möchten die Enterprise zerstören. Archer findet sich im völlig zerstörten San Francisco wieder, wo er von Daniels erfährt, dass er sich im 31. Jahrhundert befindet und nicht zurückkehren kann. |           |                         |                         |                      |                                       |                       |                                                                        |

## Kritik
Der Deutsche Star-Trek-Index fand, dass es den Drehbuchautoren mehr als in den vorangegangenen Star-Trek-Serien gelungen sei, „die Charaktere schon in der ersten Staffel etwas zu entwickeln.“ Filmszene.de bemerkte, dass die Staffel bis auf den „sehr gelungenen“ Pilotfilm und die „brillante Teamplay-Episode“ Vox Sola keine Episoden beinhalte, die „wirklich überragend“ sind. Allerdings gebe es auch keine großen „Ausreißer nach unten“. Nur wenige Episoden seien „in den Trott längst ausgelutschter Trek-Pfade“ verfallen, darunter Schlafende Hunde und die „etwas langatmige“ Episode Freund oder Feind. „Überzeugend“ sei die Verbindung mehrerer Handlungsstränge in Das Eis bricht, „wirklich spannend“ der Cliffhanger am Staffelende. Die US-amerikanische Seite DVD Talk meinte, dass die Staffel zwar einige herausragende Episoden beinhalte, von denen manche sogar frühe Episoden anderer Star-Trek-Fernsehserien in den Schatten stellen könnten, es aber dem Großteil der Episoden an durchgehend fesselnden Drehbüchern mangele.